# Crypto.com Arena
Crypto.com Arena (do prosince 2021 Staples Center) je multifunkční aréna v americkém městě Los Angeles. Otevřena byla 17. října 1999. Své domácí zápasy zde hrají Los Angeles Kings (NHL), Los Angeles Lakers (NBA), Los Angeles Clippers (NBA) a Los Angeles Sparks (WNBA).
V letech 2002, 2003, 2004 a 2005 v hale proběhla závěrečná událost ženské tenisové sezóny, Turnaj mistryň.
V roce 2016 aréna hostila finále Světového šampionátu v League of Legends (Worlds 2016) mezi dvěma korejskými týmy Samsung Galaxy (SSG) a SK Telecom T1 (SKT T1). BO5 série se dočkala všech 5 zápasů, kde SSG dokázali zdramatizovat sérií kdy z 0:2 srovnali na 2:2 a v 5. zápase podlehli SKT T1.
Jméno Staples Center, které aréna nesla od svého dokončení, odkazovalo na americkou síť obchodů s kancelářskými potřebami Staples Inc. Na podzim 2021 zaplatila singapurská společnost Crypto.com přes 15 miliard korun (713 milionů amerických dolarů) za právo pojmenovat arénu na následujících 20 let.